# سلطان بن سطام الطيار
سلطان بن سطام  بن جضعان بن فندي بن زيد  الطيار «أبو عنزة»  من قبيلة ولد علي من عنزة الوائلية. ولد سلطان بن سطام بن جضعان الطيار حوالي سنة 1893م في خيبر وتوفي سنة 1979م في مدينة جدة. ".

## مكانته الاجتماعية
لقد عزز المكانة الاجتماعية للطيار في حياته الاجتماعية العوامل التالية:
- القيادة التاريخية لأجداده في قبائل عنزة الوائلية في الجزيرة العربية والتي منحتهم لقب «أبو عنزة» وأمير خيبر، على ما ذكره: «العوسجي، محمد بن حمد بن عباد، في مخطوط تاريخ ابن عباد، دراسة وتحقيق: أ.د.عبد الله بن يوسف الشبل، دارة الملك عبد العزيز، الرياض، 1999م».[2] و: ربيعة، محمد، في مخطوط تاريخ ابن ربيعة، دراسة وتحقيق: أ.د.عبد الله بن يوسف الشبل، دارة الملك عبد العزيز، الرياض، 1999.[3] وقد ذكر الفاخري في تاريخه «مناخ لعنزة في منفوحة وكان شيخ عنزة حينها الطيار وفي هذه السنة أيضاً حاصرت عنزة أحد القبائل في العارض وكانت عنزة بقيادة الطيار».[4]
- الامتداد الجغرافي لأسرته حيث تحركت أسرته بقبائل عنزة من خيبر في الحجاز إلى نجد ثم اتجهوا شمالا نحو الشام والعراق، في مسيرة دموية قُتل فيها العديد من أجداده في معارك ومغازي محلية مع القبائل الأخرى على ما ورد في مخطوطة تحفة المشتاق من أخبار نجد والحجاز والعراق لابن بسام [5]
- التنوع الثقافي لأسرته والذي جمع بين ثقافة المدنية والبادية، فقد تولى جده الأمير محمد بن غنيمان الطيار ولاية دمشق عام 1067هـ حيث كان يحميها من تعديات القبائل المجاورة ويقوم بتيسير أمور وشؤون أهل البادية في ولاية الشام (وهو ما اشتهر عند أهل الشام بحكم البدو)، وقد مهد له ذلك أبوه غنيمان الطيار الذي كان كفيلا لدمشق (على ما ذكره محمد التونجي: الاتجاهات الشعرية في بلاد الشام في العهد العثماني الصادر عن اتحاد الكتاب العرب بدمشق سنة 1993 م [6])، لكن السلطان العثماني قتل الأمير محمد بن غنيمان ولم يقبل السلطان فيه شفاعة خاله محمد ابن قضيب البان نقيب حلب ليرتدوا نحو البادية من جديد. وهذا بحسب ما ذكره القاضي ولي الدين الدمشقي صاحب مخطوطة الظاهرية في الصفحة 13 من مخطوطه الصدور العظام [7]

«ولما وصل عيد النحر توجه نقيب حلب محمد ابن قضيب البان وصلى مع السلطان الأعظم وتشفعه بالعفو عن ابن أخته قاسطة فأبى بذلك السلطان. ولما وقع المكروه بمقتل والي الشام محمد ابن غنِمَان الطيار عم الخبر وحزنت النفوس وثارت العربان فدخلت عنزة إلى حواضر الشام وصاروا يكبسون الحارات وبيوت العسكر. نهبوا ما وجدوه وحزوا رأس من ظهر لهم ونصبوا الصواري عليها الحبال وعلقوا رؤوس من قتلوا من عسكر ابن عثمان فباتوا على أن يصبحوا بنهب بيوت آغوات الشام»
- مركزه الاجتماعي المتمثل بالأمارة والمشيخة في عشائر قبيلة ولد علي من عنزة وتوارثه للرئاسة والقيادة التاريخية في قبائل ولد علي وعمله في إصلاح أحوالهم وتطوير واقعهم الاجتماعي في مرحلة القرن العشرين الميلادي.
- علاقته الطيبة والمميزة مع بعض قادة العالم العربي والإسلامي وخاصة الملك عبد العزيز بن عبد الرحمن بن فيصل آل سعود والملك الحسين بن طلال.

## اتجاهاته الاجتماعية

### أولا: الظروف السياسية والاجتماعية التي نشأ في ظلها الطيار
تُعد فترة العقد الثاني من القرن العشرين المرحلة الأولى التي كون فيها الطيار وعيه الاجتماعي والسياسي والثقافي اتجاه واقع مجتمعه المحلي والعربي. وهي المرحلة التي سادت فيها سيطر الحكم العثماني على البلاد العربية ومنها سورية.
وفي هذه المرحلة أعتمد العثمانيون على مبدأ الحكم الفردي وما يترتب عليه من فوضى واستبداد وظلم حيث أوجدوا طبقة من المستغلين، وأصحاب المصالح والأعوان حول السلطان، كانت تعيش على حساب ظلم الشعب وإهمال مصالحه وإفقاره. ومقاومته لكل التيارات الفكرية التي تنشر الوعي بواسطة القوة للمحافظة على هذا الجمود وهذه العزلة. هذه الأمور أدت إلى فساد الإدارة والجيش الإنكشاري وانتشار الفقر والجهل والظلم والمرض بين عوام الشعب وظهور الضعف في جسم الدولة العثمانية مما يعزي بالثورة عليها.
أما المرحلة الثانية من الظروف الاجتماعية والسياسية التي عايشها الطيار كانت في مرحلة شبابه وفتوته وهي مرحلة الاحتلال الفرنسي لسورية ولبنان والاحتلال الأوربي لباقي الدول العربية.
وقد اتسمت هذه المرحلة بما اتسمت به سابقتها من ظلم واستبداد وفسادٍ من قبل السلطات الأجنبية وبانتشار الجهل والأمية والتخلف وانتشار الفوضى والمرض والفقر، الأمر الذي جعل الشعب في حالة غضب ومقاومة مستمرة لطرد الاستعمار والحصول على الحرية والاستقلال الوطني والقومي. والنهوض بواقع مجتمعه. إن هذه الظروف السياسية والاجتماعية في هاتين المرحلتين قد أثرتا على نمط وشكل اتجاهات الطيار ولذلك فقد جاءت اتجاهاته انعكاساً لواقع هذه الظروف الاجتماعية الأليمة نحو قضايا قبائله ووطنه وأمته.

### ثانيا: الاتجاه الاجتماعي عند الطيار نحو تحقيق الاستقلال الوطني
1- نضال الطيار ضد الحكم العثماني للبلاد العربية:
أمضى الطيار حياته في خدمة أبناء وطنه وأمته وتمثلت المرحلة الأولى من حياته النضالية في الربع الأول من القرن العشرين حيث أدرك في هذه المرحلة جرائم الاستبداد السياسي والظلم الاجتماعي لأبناء قبائله ووطنه من قبل القوات التركية التي ساد فيها فساد السلاطين وفساد الإدارة والجيش الإنكشاري.
هذه العوامل خلقت من الطيار قائداً سياسياً واجتماعياً مناضلاً نقم على الاستعمار ورفض كل تصرفاته مع أبناء الوطن العربي وخاصة في بلاد الشام: ((سورية _ الأردن_ فلسطين _ لبنان)). وتمثلت أدوار الطيار النضالية ضد العثمانيين لتحقيق الاستقلال المحلي والعربي بالمواقف التالية:
1. تأليب أبناء العشائر البدوية للنيل من القوات التركية وخاصة بعد قيام جمال باشا بصب غضبه على بلاد الشام عندما أغلق الصحف ولاحق الأحرار وشكل محكمة عسكرية عرفية نفذت حكم الإعدام بمجموعة من رجالات الثورة، أحرار العرب في أيار 1916م.
2. مساندته لقادة الحركة العربية الذين نجوا من الإعدام ومن بطش جمال باشا، في الإسراع بقيام الثورة العربية لإنقاذ الباقين من أحرار بلاد الشام وذلك على ما جاء في كتاب: مجموعة من المؤلفين، تاريخ العرب الحديث والمعاصر، المكتبة العامة، دمشق، 1995، ص: 62. و: الأطرش، الأمير زيد بن ذوقان، مقابلة شخصية، 2/7/1996، السويداء، القريا.
3. بعد أن اتصل الشريف حسين بن علي الهاشمي بزعماء القبائل العربية من مقر إقامته في مكة المكرمة، للاشتراك بالثورة ضد الأتراك، كان سلطان الطيار من قبيلة عنزة أحد هؤلاء الزعماء الذين لبوا نداء الشريف حسين حيث انضم إلى متطوعية بلاد الشام الذين وصلوا إلى مكة للجهاد قبيل إعلان الشريف حسين الثورة العربية الكبرى على الحكم العثماني في 10_ حزيران، 1916. حيث أبرق ابنه فيصل إلى آل البكري بدمشق يخبرهم بذلك ببرقية تقول: ((أرسلوا الفرس الشقراء))؛ أي أعلنوا بدء الثورة.
4. وتمكنت قوات الثورة من تحرير مكة المكرمة بسرعة، وزحفت قواتها فحررت الطائف وجدة وسارت قواتها شمالاً بقيادة فيصل بمرافقة الضابط الإنكليزي لورنس لمحاصرة المدينة المنورة التي بقيت محاصرة حتى نهاية الحرب.
5. وهنا عمد السلطان العثماني محمد رشاد إلى عزل شريف مكة الحسين بن علي. لكن ذلك لم يكن له تأثير، وقامت قوات الثورة العربية بنسف الخط الحديدي الحجازي لقطع المساعدات عن القوات التركية الموجودة في المدنية المنورة وعين الشريف حسين الضابط عزيز علي المصري رئيساً لأركان القوات العربية وتم تقسيم قوات الثورة إلى قسمين، الأول: الجيش النظامي وكان الطيار أحد أفراده، والثاني جيش خفيف الحركة يعمل خلف الخطوط المعادية.
6. وفي موسم الحج جاء الطيار ممثلاً لعشائره من قبيلة ولد علي من ضنا مسلم من عنزة مع الوفود التي قدمت تهنئ الشريف حسين وتبايعه، وفي تشرين الأول عام تألفت أول وزارة برئاسة الشيخ عبد الله السراج (إمارة شرق الأردن) وتمت مبايعة الحسين ملكاً على العرب، لكن الحلفاء لم يعترفوا به إلا ملكاً على الحجاز.
7. ثم تقدمت قوات الثورة العربية بقيادة الأمير فيصل لتحرير العقبة التي أصبحت قاعدة للتجمع والتدريب ومركزاً لقيادة الأمير فيصل بن الحسين وأحرزت القوات نصراً في معركة وادي موسى شمال العقبة ثم انتصرت على الأتراك في معركة الطفيلة بقيادة زكي الحلبي.
8. وقد ساهم الطيار مساهمة كبيرة مع القائد زكي الحلبي في عملية تنفيذ أوامر قيادة الثورة بتوجيه رسائل إلى شيوخ العشائر وزعماء البلاد في فلسطين وسورية وإلى الضباط والجنود العرب في القوات العثمانية للانضمام إلى الثورة فنجحاه في ذلك وقد ساعدهم في هذا النجاح العلاقة القوية بين الطيار ومعظم هؤلاء الشيوخ والزعماء المنحدرين من أصول قبلية، وذلك على ما ذكره كل من: الزعبي، أحمد، صور مشرقة من نضال حوران، دار الشادي، دمشق، 1993 [8] و، مصطفى، قائد ثورة حوران، المركز الثقافي، درعا، مذكرات غير منشورة[9] والمسالمة، محمد شلاش ضابط الارتباط السوري، مذكراتي مع الدكتور عبد الرحمن الشهبندر والامير سلطان الاطرش وثوار حوران، مكتبة حسين مقداد، بصرى الشام، درعا، 1920.[10]
9. أتمت القوات العربية تحرير معان وعمّان وانتصرت على القوات التركية في منطقة درعا، وفتح بذلك أمامها الطريق نحو دمشق.حيث كانت القوات العثمانية والألمانية تتراجع مهزومة وقد انسحبت من دمشق دون قتال فقام الثوار فيه برفع علم الثورة العربية، وتألفت حكومة مؤقته برئاسة الأمير محمد سعيد الجزائري ودخلت القوات العربية مدينة دمشق ترافقها قوة رمزية بريطانية في 1 تشرين الأول عام 1918و استقبل الأهالي الأمير فيصل والزعماء الأحرار معه في اليوم التالي بحماسة رائعة وتم تشكيل حكومة عسكرية برئاسة علي رضا الركابي.
10. رفضه لتاَمر الحلفاء على القضية العربية والمتمثل في اتفاقية سايكس بيكو حيث عدّ الطيار هذه الاتفاقية من أخطر الاتفاقيات العسكرية ضد الوطن العربي.
11. رفضه لمضمون وعد بلفور القاضي بقيام دولة يهودية في فلسطين العربية.
12. تعاونه مع المصلح الاجتماعي العربي السوري طاهر الجزائري في سنة 1919 نائب رئيس مجلس المعارف والمفتش العام لدور الكتب في سورية، في عملية إنجاز مجموعة قضايا وطنية منها نشر العلم وفتح المدارس وخاصة في البادية السورية وإحياء تراث الأجداد وقد ورد ذلك في كتاب: الجزائري، طاهر، أعمال طاهر الجزائري، المدرسة العادلية، دمشق، 1921.[11]
13. مقابلته لأعضاء لجنة كينغ - كراين في 28 كانون الثاني 1920 في درعا وتسليمها عريضة باسمه وباسم بعض عشائر قبيلة ولد علي يبين فيها مطالبهم والتي تمثلت في 1) تحقيق الوحدة الوطنية في البلاد، 2) تحقيق الاستقلال التام للبلاد ورفض الانتداب عليها، 3) المحافظة على وحدة العراق، 4)إقامة نظام ملكي في كل من سورية والعراق على أن يكون فيصل ملكاً على سورية. وقد وردت تلك المطالب عند: قاسمية، خيرية، الحكومة العربية في دمشق، دار المعارف، مصر [12]، والخطيب، محب الدين، أوراق محب الدين الخطيب مدير جريدة العاصمة سنة: 1920 وزارة الثقافة، دمشق، 1923 [13]، والاطرش، الأمير زيد بن ذوقان س، مقابلة شخصية، 7/2/1996، السويداء، القريا [14]
14. رفضه لبنود إنذار غورو في 14 تموز عام 1920 م. حيث وقعت بعد هذا التاريخ معركة ميسلون بقيادة وزير الدفاع السوري يوسف العظمة، وكانت هذه المعركة ضد القوات الفرنسية خاتمة لمرحلة الحكم الوطني في بلاد الشام وبدايةً لمرحلة الاحتلال الأوربي الجديد. حيث دخلت القوات الفرنسية المدججة بالأسلحة الحديثة دمشق في 24تموز عام 1920.
15. وعلى أثر دخول القوات الفرنسية المحتلة دمشق غادر الملك فيصل الأول وبعض رجال حكومته إلى قرية الكسوة في محافظة درعا بعد أن كلف علاء الدين الدروبي بتشكيل حكومة معتدلة للتفاهم مع الفرنسيين لكن الجنرال غورو أصدر أوامره بضرورة مغادرة فيصل البلاد، ولذلك انتقل الملك فيصل بالقطار إلى محافظة درعا، حيث التف حوله ابناؤها وزعماؤها ((ومن بينهم سلطان الطيار))وطالبوه بالبقاء والصمود والمقاومة وألقت الطائرات الفرنسية منشورات تندد بفيصل طالبة منه مغادرة البلاد وإلا اضطرت لقصف مناطق وجوده. غادر الملك فيصل درعا إلى حيفا ومنها إلى أوروبا لمطالبة إنكلترا بتنفيذ وعودها.. وهكذا طويت مرحلة الاستقلال الوطني الأولى بسرعة نتيجة الأطماع الاستعمارية والأحقاد التعصبية التي تكشفت عن موقف قادة الدولتين إنكلترا وفرنسة.

### ثالثا: نضال الطيار ضد الاحتلال الأجنبي للوطن العربي
نصت المادة 22 من ميثاق عصبة الأمم على فكرة الانتداب وذلك بعد الحرب العالمية الأولى، ودعت فيه إلى ضرورة وضع الشعوب المتخلفة تحت وصاية دولة راقية متقدمة تنتدب من عصبت الأمم لمساعدة تلك الشعوب على اللحاق بركب الحضارة والتقدم، وعدت البلاد العربية التي تّم فصلها عن الدولة العثمانية بحاجة إلى الانتداب، إلا أن الدول الاستعمارية استغلت الانتداب لتنفيذ أطماعها مما قلب مفهوم الانتداب إلى شكل جديد من أشكال الاستعمار وتجلى ذلك بالانتداب الفرنسي على سورية ولبنان واتسمت سياسة فرنسا في هاتين الدولتين بالسمات التالية:
1. تجزأت البلاد، حيث أصدر الجنرال غورو وهو المفوض السامي قراراً في 31- آب 1920 أوجد بموجبه دولة لبنان الكبير رغم احتجاج الأهالي على فصل مناطقهم عن الوطن الأم سورية.
2. ثم عمد غورو إلى تقطيع أوصال سورية فقسمها إلى عدة دول هي : دولة دمشق، دولة حلب، دولة اللاذقية، دولة جبل العرب، إدارة لواء اسكندرونة.
3. الاعتماد على الفرنسيين في إدارة البلاد.
4. استعمال سياسة الإرهاب والسيطرة.

وقد تجلت مواقف الطيار الوطني نحو هذه السياسة الجديدة للاستعمار من خلال رفضه لعملية تجزئة البلاد موضحاً هدف الفرنسيين من هذه التقسيمات وهو إثارة النعرات الإقليمية والطائفية وإضعاف وحدة البلاد وقوتها.
ثم بادر الطيار حسب ما ورد عن هذا الموضوع في : أرشيف رابطة المجاهدين السوريين، فهرس الأعلام، سلطان الطيار، دمشق  إلى تأليب أبناء عشائر البادية زعماءً وأفراداً وأبناء المدن من أجل إسقاط هذه السياسة الاستعمارية الجديد بمقاومتها بكافة وسائل المقاومة.
وبذلك اشترك الطيار في مساندة قيام الثورات الوطنية والمحلية وحركات المقاومة في سورية وبخاصة في ثورة حوران سنة 1920 التي رفضت عملية الانتداب الفرنسي على سورية بعد معركة ميسلون ودفع ما فرض عليهم من غرامات، حيث قتلوا رئيس حكومة دمشق علاء الدين الدروبي وأحد وزرائه عبد الرحمن اليوسف في محطة خربة الغزالة وقطعوا أسلاك الهاتف ودمروا سكة الحديد، الأمر الذي زاد في نقمة الفرنسيين على أهالي حوران فدمروا القرى وفرضوا غرامات مالية باهظة وأعدموا عددا من المتهمين بهذه الحوادث أمثال عوض المصري وزعل يوسف وغيرهم.
وفي عام 1925 بدأت تتبلور عملية أحداث الثورة السورية الكبرى التي شملت معظم مناطق سورية ولبنان حيث أنزلت بالفرنسيين خسائر فادحة خلال عامين متتاليين : 1925- 1927 م،
خلال هذه الفترة كانت قبائل ولد علي متوزعة جغرافياً من الجولان إلى اللجاة وحتى مناطق شرق دمشق وقد تحولت هذه المناطق إلى ساحات معارك وقتال مع الفرنسيين طوال فترة وجود الاحتلال الفرنسي في سورية.
وفي هذه الفترة زاد ضغط الفرنسيين على الشعب السوري الأمر الذي حدا بزعماء الثورة السورية وعلى رأسهم الأمير سلطان الأطرش إلى العزم على الاجتماع بالملك فيصل وتسليمه البرنامج الذي اتفقوا على تنفيذه بشأن إعلان الثورة السورية الكبرى وكان فيصل ملكاً على العراق.
وكانت نقطة انطلاق هؤلاء الزعماء الأحرار هي ديرة ولد علي قبائل الأمير سلطان الطيار قرب مدينة دمشق حيث كانوا متوارين عن الأنظار خوفاً من فتك الفرنسيين بهم إذا كشف أمرهم.
وفي 2 تموز من سنة 1926 انطلق بعض زعماء الثورة لمواجهة الملك فيصل على الحدود السورية العراقية الآن ومنهم (الزعيم عبد الرحمن الشهبندر، سلامة الأطرش، حسن الأطرش وغيرهم) بينما بقي رفاقهم متوارين عند سلطان الطيار.
(1) وفي هذه الفترة اكتشف الفرنسيون أمر مشروع اتفاق زعماء الثورة ومكان وجودهم، فحاصرت القوات الفرنسية مناطق وجود الثوار في نزل بعض قبائل ولد علي وبعد أن رفض شيخ قبائل ولد علي تسليم رفاقه زعماء الثورة لجأت القوات الفرنسية إلى قصف خيام النزل الأمر الذي أرغم زعماء الثورة وأبناء بعض قبائل ولد علي بزعامة سلطان الطيار على مجابهه هذا القصف الاستعماري الغاشم والغير متكافئ وبعد المقاومة الشديدة التي أبداها زعماء الثورة وأفراد قبائل ولد علي اضطرت القوات الفرنسية إلى استخدام سلاح الطيران ضد الثوار العرب الأمر الذي أجبر سلطان الطيار إلى الاستسلام بعد أصابته برصاص الفرنسيين في ساقه مع بعض زعماء الثورة حيث سيقوا جميعاً إلى سجن القلعة (قلعة دمشق) في دمشق وحكم عليهم بالإعدام. وذلك كما ذكر : السفرجلاني، محي الدين، تاريخ الثورة السورية، مطبعة دار الثبات، دمشق، 1960.
- الاطرش، الأمير زيد بن ذوقان، 1996م، مقابلة شخصية. وبينته الوثيقة الفرنسية التالية :
ترجمة النص الفرنسي إلى العربي
المحكمة العسكرية في بيروت التاريخ : 10/ 8 / 1926 الرقم 161.
قسم الضبوط
في الساعة الخامسة من مساء يوم الاثنين الواقع في 15/تموز سنة 1926 أصدر الكوامندان كراتزر قائد اللواء الخامس من الفيلق الفرنسي الرابع إلى الكابتان لاندريو، قائد كوكبة الفرسان الفرنسية الرابعة ومعاونة الملازم روبير، وإلى قادة بعض الوحدات العسكرية الفرنسية، لملاحقة بعض العصاة ((الإرهابيين)) ((وهم الثوار زعماء الثورة السورية)) الذين عرف الفرنسيون مكان وجودهم في نزل شيخ بدو ولد علي سلطان الطيار في مناطق جنوب غرب دمشق.
وعند وصول قواتنا الفرنسية إلى المكان المطلوب، تمركزت القوات حول النزل وأصدر الكابتان لاندريو إنذاراً وجهه إلى شيخ النزل سلطان الطيار لتسليم نفسه مع العصاة الآخرين وكان فيهم : مصطفى الخليلي، وضيف الله الصالح، وسالم العبد ومحمد رجا المسالمة وصادق حمزة.... وبعد انتهاء مدة الإنذار بدأت قواتنا الفرنسية بقصف خيام النزل للقبض على هؤلاء العصاة وعند الظهيرة من اليوم التالي ألقت قواتنا القبض على شيخ النزل المدعو سلطان الطيار ومن معه من هؤلاء العصاة المخربين، وأثناء التحقيق معهم في السجن العسكري بدمشق تبين أن قاتل رامي المدفع الفرنسي المنصوب فوق تلة المانع هو شيخ النزل سلطان الطيار وقد أصيب بساقه بثلاثة رصاصات أثناء هجومه على ظهر فرسه على رامي المدفع وأن محمد رجا المسالمة هو قاتل الضابط الفرنسي برصاصة في صدره.
وحتى تاريخه يُسمي سكان تلة المانع في جنوب دمشق هذه المنطقة : بمقبرة البدو نسبة لهذه المعركة ولكثرة ما قتل الفرنسيون فيها من البدو.
كذلك ساهم في ثورة مدينة حماة على ما ذكره منير الريس مدينة من لجوء فوزي القاوقجي أحد قادة الثورة إلى زعماء العشائر (ومنهم الشيخ صالح من هديب والشيخ سلطان الطيار والشيخ فارس العطور). «واشتعلت المدينة بالثورة وتمكن ثوارها في الخامس من تشرين الأول 1925م، رد هجوم للفرسان الفرنسيين عن جسر العاصي ودفع الفرنسيين إلى ثكناتهم وتحولت المدينة التي تحررت إلى ساحة معركة طاحنة. قام الثوار بتطويق الثكنات حيث أبلى القاوقجي ومجاهدوا حماة البلاء الحسن مما دفع بالفرنسيين لقصف المدينة وأسواقها من الطائرات. ورغم المقاومة الشرسة للثوار توالت النجدات الفرنسية مما اضطر القاوقجي ورجاله إلى الانسحاب نحو شمال المدينة لتخفيف الضغط عنها، ومتجها لحشد التأييد من العشائر البدوية حيث لبى عربان الموالي النداء وهاجموا في قضاء المعرة سلاح الفرسان الفرنسيين في معسكرهم كما تم إحراق محطات سكة الحديد واستمرت المعارك يومان خسر فيها الفرنسيون ثلاثة ضباط وسبعين جنديا، وغنم الثوار عتاداً عسكرياً واستشهد في هذا المعركة إبراهيم باشا أمير عشيرة الموالي. وتم القبض على القاوقجي، ولكن الشيخ سلطان الطيار استطاع إنقاذه، ليتجه القاوقجي بعدها إلى شيخ عشيرة الدليم في العراق وأقام في بغداد يتابع أخبار الثورة». منير الريس – الكتاب الذهبي للثورات الوطنية في المشرق العربي الثورة السورية الكبرى دار الطليعة بيروت 1969 

## الذرية
- ابناؤه نواف بن سلطان الطيار، ومحمد بن سلطان الطيار. وأحفاده من ابنه نواف محمد وسلطان وصالح، ومن ابنه محمد سلطان[18] وعبدالعزيز وسطام وممدوح وخالد.[19][20]
- .[21]

## الشعر
من قصائد سلطان الطيار: